# バラいろダンディ
『バラいろダンディ』は、TOKYO MXで2014年（平成26年）4月1日から2024年（令和6年）9月27日まで生放送で放送されていた情報番組である。

## 概要
2014年3月まで放送されていた『ニッポン・ダンディ』（以下、「前身番組」と記載）の後継番組で、タイトル映像に続くテーマ曲はカーティス・メイフィールドの「ムーヴ・オン・アップ」。『5時に夢中!』の男性版として企画された前身番組同様、前半にニュース記事紹介、後半に曜日毎コーナーの構成となっている。基本的には、前身番組と、同じく2014年3月で終了した『5時に夢中!サタデー』の出演者を引き継いでいる。
当番組も当初はひかりTVで同時ネットされ、全国で視聴可能であった（前身番組同様、21:51以降のテレビショッピングはネットしない）が、2014年6月でネットを打ち切り、2014年7月以降はMXローカルに戻っている。
2024年6月、同年9月末で番組を終了する予定であることが一部メディアから報じられた。その後、同年8月1日放送の番組内で同年9月27日放送分をもって、番組を終了することを正式発表した。

### 番組の沿革
2014年
- 3月31日：この日は前身番組の『ニッポン・ダンディ』最終回であるが、当番組のセットを前倒しで使用し、当番組の月曜出演者と同一であったことから、実質的な初回である。
- 4月1日：番組開始。
- 6月30日：ひかりTVでの放送終了。以後はMXローカルとなる。
- 8月27日：前身番組の「ダンディ・ジャッジ」以降初となる、ジャッジ参加者10,000票以上を達成。翌週9月3日は、10,000票達成を記念して、カンヌからの中継という名目でシャンパンタワーを行ったり（長谷川・淡輪のみがスタジオに残り、ダンディ3人がMX正面玄関から中継という形）、プロのカメラマンによる集合写真撮影が行われた（写真は視聴者プレゼントとなる）。
- 9月
  - 23日：TOKYO MX史上初となる、スタジオアルタでの公開生放送を実施（『5時に夢中!』も同日に実施）。「バラいろスポットライト」のゲストとして、加護亜依（元モーニング娘。）率いるガールズユニットの「Girls Beat!!」がノーギャラで出演、「進め!イバラの達人」のゲストとして内田裕也が出演。
  - 29日：「レジェンド」をテーマとしたリニューアルを実施。これが芸能界復帰後初レギュラーとなる板東英二をはじめとして、新たなダンディが加わる。

- 10月27日：月曜放送のみ、GYAO!での配信を開始（2014年12月終了）
- 12月
  - 1日：スマートニュースと提携し、当番組の「バラいろTODAY」へのニュース提供を実施（2015年3月まで）
  - 28日：当番組2度目となる、スタジオアルタでの公開生放送を実施（前週には『淳と隆の週刊リテラシー』の公開生放送も実施）。18:00 - 20:00の2時間特番として放送。前身番組を含めて初となる、レギュラー出演者（MC・ダンディ・バーディ）全員が勢ぞろいした。

2015年
- 3月30日：タイトルが「オトナの夜のワイドショー! バラいろダンディ」に変更となる。進行役がMCとアシスタントの2名体制になるほか、新たなダンディ・バーディの加入、既存のダンディの曜日シャッフルなどが行われる。曜日別コーナーは「特集」として一括りになった。
- 5月
  - 22日：映画『龍三と七人の子分たち』の宣伝を兼ね、ビートたけしがゲスト出演。たけしはこれがTOKYO MX初出演となる。
  - 28日：前身番組より木曜ダンディとして出演していた今井雅之が逝去。当日は追悼企画として放送（後述）。

- 6月3日：先週5月27日放送で、番組2度目となるジャッジ参加者10,000票以上を達成。翌週6月3日は、10,000票達成を記念して、公約どおりアシスタントの阿部も飲酒し、サンバダンサーも呼んで盛大に行われた（このとき、長谷川1人だけスタジオに残る形となり、結果的に番組冒頭は孤立した形になった）。
- 7月
  - 13日：これまでは金曜（従来からのゲスト枠1名）と木曜（前述の今井の療養→逝去に伴うゲスト枠1名）にゲスト枠があったが、月曜 - 水曜にもゲスト枠1名が追加され、全曜日にゲスト枠が設けられた。これにより、月曜 - 水曜はダンディが4人となり、月曜 - 水曜のバーディはMC・アシスタントと共に横で立席となった。
  - 16日：前述の今井の「お別れの会」が当日午後に行われたため、冒頭8分間を追悼企画として放送。ゲストにも、今井の法政大学時代から親交があるという藤田朋子が番組初出演した。

- 10月
  - 1日：スタジオセット、ホームページ共に緑色をベースにしたものに変更
  - 5日：無料アプリ「エムキャス」で全国配信。
  - 7日：当番組3度目となる、スタジオアルタでの公開生放送を実施。今回は初となる水曜での実施。

- 12月27日：当番組4度目となる、スタジオアルタでの公開生放送を実施。前年末に引き続き2時間特番・出演者全員集合し、「テレビの安全保障が今夜大崩壊スペシャル!」として放送される。蝶野正洋のみは番組中盤までは別の仕事のためパネルが設置されていた。

2016年
- 9月19日 - 23日：「シャッフルウィーク」と題し、曜日ごとのテーマに沿った出演者とゲストがトークを行う。アシスタントもシャッフル（19日-21日を阿部、22・23日を関谷が担当）。
  - 18日：当日が敬老の日のため、「Over60」として、60歳以上のレギュラー出演者（カルーセル、梅沢）とゲスト（石田純一、江本孟紀）で構成。お天気の中継（東急プラザ蒲田）ゲストとして梅宮アンナも出演。
  - 19日：「高IQ」として、高学歴、知識人、ワイドショーのコメンテーターなどで活躍するレギュラー出演者（勝間、宇多丸、苫米地、水道橋博士）で構成。お天気の中継（東京ミッドタウン）ゲストとして加藤紗里も出演。
  - 20日：「超体育会系」として、スポーツで活躍中ないし活躍したレギュラー出演者（武井、板東、蝶野、金村、前園）で構成。お天気の中継（浅草寺）ゲストとして小松美咲も出演。
  - 21日：「中年女子会」として、女性レギュラー出演者（倉田、遠野、立花、室井、湯山）で構成。なお、レギュラーバーディの橋本が中継出演（麻布十番にあるイケメンジム）のため、立花がバーディを担当。
  - 22日：「夜の帝王」として、夜のイメージが強いレギュラー出演者（内山、玉袋、ナジャ、佐竹）で構成。なお、ゲストとして小林恵美が中継出演（東京タワーにある大展望台）。

- 10月
  - 3日：長谷川豊が自身の不祥事について番組冒頭で謝罪した。
  - 5日：長谷川が前日の放送分をもって降板した事が番組冒頭で説明された。

2016年
- 12月31日 - 2017年1月1日：『輝け! おママ対抗歌合戦スピンオフ ワールド場末クラシック』として、これまでは『5時に夢中!』の月曜コーナーとして行われていた「おママ対抗歌合戦」を、当番組名義の特番として放送。司会は木曜ダンディの梅沢、アシスタントは阿部と金曜バーディのダイアナ。これまで出演していた若林史江・マツコ・デラックス（両名とも『5時に夢中!』月曜コメンテーター）は出演しないが、審査委員長の平尾昌晃は続投する。 また、これまでもネットをしていた群馬テレビは放送をするが、KBS京都での放送はない。この番組内で、長谷川の降板後決まっていなかった月曜 - 木曜MCが蝶野であると発表された。なお、この回をもって「おママ対抗歌合戦」は終了した。

2017年
- 3月27日 - 3月30日：アニメ『スタミュ』が、同年4月より第2期を放送するのを記念し、第1期を一挙放送のため、当番組は4日間にわたり休止。
- 9月18日 - 22日：前年に引き続き、「シャッフルウィーク」と題し、曜日ごとのテーマに沿った出演者とゲストがトークを行う。今回はダイアナを除いて、司会者とアシスタントのシャッフルは行わない。
  - 18日：「女形」として、女装タレント・女形の芸能で活躍しているタレント（カルーセル、梅沢、ダイアナ、ナジャ）で構成。
  - 19日：「江戸っ子」として、東京都出身のタレント（勝間、宇多丸、玉袋、苫米地）で構成。
  - 20日：「女子会」として、中年女性タレント（倉田、遠野、室井、湯山）で構成。
  - 21日：「肉体派」として、肉体に特徴のある・元スポーツ選手のタレント（武井、内山、金村、佐竹）で構成。
  - 22日：「スキャンダル」として、過去にスキャンダルがあった・ワイドショーのコメンテーターなどで活躍するタレント（板東、前園、水道橋、デーブ）で構成。本来金曜バーディのダイアナが月曜に出演のため、立花がバーディを担当。

- 12月31日 - 2018年1月1日：これまで「おママ対抗歌合戦」が放送された枠で『ひるキュン!』・『5時に夢中!』と合同で『キュン賀新年!バラいろな2018年に夢中!』を放送。

2020年
- 4月8日 - 4月24日：新型コロナウイルス感染拡大防止対策のため、番組を休止。
- 4月27日 - 5月6日：番組は再開するが、生放送を休止して、以前のものを再放送。
- 5月7日：生放送再開。ただしコメンテーターは当面リモート出演となる。
- 10月1日：タイトルロゴを一新。コメンテーターも一部を除いてスタジオ出演となる。（祝日は一時的に番組を休止していた。）

2021年
- 4月1日：番組をリニューアル。垣花正が『5時に夢中!』のMC（月 - 金曜）へ異動。新MCにふかわりょう（月 - 木曜）と原田龍二（金曜）が、月曜コメンテーターに杉村太蔵が就任。
- 7月22日 : 通常のレギュラー放送を休止した上で、スピンオフ番組『バラいろダンディスピンオフ企画　空手バカ一代レジェンド同窓会SP』（事前収録）が放送された。

2022年
- 3月28日：番組の放送開始時間が30分前倒しとなり、20:30 - 21:25に変更された。

2023年
- 4月3日：大島由香里が『5時に夢中!』のMC（月 - 木曜）へ移動。同時に番組の放送時間も1年ぶりに21:00 - 21:54に変更。

2024年
- 9月27日：番組最終回。

## 出演者

### 進行役

#### 番組終了時のMC
- 月 - 木曜日：ふかわりょう（タレント・元『5時に夢中!』 月 - 木曜MC、2021年4月1日 - 2024年9月26日）[12]
- 金曜：原田龍二（俳優・元『5時に夢中!』 金曜MC、2021年4月2日 - 2024年9月27日）[12]

#### 代打MC
2016年8月22日から25日まで、同曜日のMCである長谷川が夏休みのため各曜日に代打MCが置かれる。火曜のふかわを除いて、ダンディがMCを務めるため、当該週のみゲスト枠が1枠増えることになる。2017年8月14日から17日も同曜日のMCである蝶野が夏休みのため各曜日に代打MCが置かれた。
- 月曜：武井壮（当時、月曜ダンディ）
- 火曜：ふかわりょう（当時、『5時に夢中!』MC）
- 水曜：玉袋筋太郎&宇多丸（両名とも当時、水曜ダンディ）
- 木曜：梅沢富美男（当時、木曜ダンディ）

また2016年10月10日（長谷川降板後）から12月22日（蝶野就任前）まで、金曜を除く各曜日は不定期に代打MCが置かれていた。月・火・水は隔週出演のダンディも含め、全ダンディが代役経験がある。一方、木曜は長谷川がMCになる前は阿部がMCだったこともあり、ナジャ出演日を除いては阿部がMCになっているため、事実上以前の体制に戻っている（一方、苫米地・金村・前園はMC経験がなく、ナジャも11月10日以降は一度もMCを務めておらず、梅沢は長谷川降板措置に伴うMC経験はなかった（長谷川の夏休みおよび前述の「おママ対抗歌合戦」でMC担当）。）。
- 10月10日・24日・11月14日・28日・12月12日・19日：武井壮（当時、月曜ダンディ）
- 10月11日・18日・11月1日・15日・12月6日：板東英二（当時、火曜ダンディ）
- 10月12日・11月9日・11月30日・12月21日：玉袋筋太郎（当時、水曜ダンディ）
- 10月13日・11月10日：ナジャ・グランディーバ（当時、木曜月一ダンディ）
- 10月17日：カルーセル麻紀（当時、月曜ダンディ）
- 10月19日・11月16日・12月7日：宇多丸（当時、水曜ダンディ）
- 10月25日・11月8日・29日・12月20日：内山信二（当時、火曜隔週ダンディ）
- 10月26日・11月23日：蝶野正洋（当時、水曜隔週ダンディ）
- 10月31日・11月21日：倉田真由美（当時、月曜ダンディ）
- 11月2日：室井佑月（当時、水曜ダンディ）
- 11月7日・12月5日：遠野なぎこ（当時、月曜ダンディ）
- 11月22日：勝間和代（当時、火曜ダンディ）
- 12月13日：立花胡桃（当時、火曜ダンディ）

2018年8月6日から9日まで、蝶野の夏休み中のMC。
- 6日（月）：川合俊一
- 7日（火）：田中大貴
- 8日（水）：安東弘樹
- 9日（木）：宮崎謙介

2019年8月5日から8日まで、蝶野の夏休み中のMC。
- 5日（月）：天山広吉
- 6日（火）：獣神サンダー・ライガー
- 7日（水）：武藤敬司
- 8日（木）：天龍源一郎

#### 過去のMC
- 月曜 - 木曜：長谷川豊（2014年4月1日 - 2016年10月4日）
元フジテレビアナウンサー。前身番組では第一水曜のみの出演だったが、毎週月曜 - 水曜担当となった。2015年4月のアシスタント枠新設に伴い、従来木曜のMCだった阿部がアシスタントになったため、木曜も担当することになった（金曜は2016年9月までテレビ大阪で『ニュースリアルFRIDAY』に生出演のため、金曜のみ後述の島田が担当することになった）。2016年10月5日、自身の不祥事で降板。その後は同年12月まで、各曜日のダンディやアシスタントが持ち回りでMCを担当（そのうち木曜については、事実上阿部哲子（長谷川が木曜MCを務める前のMC）に戻っていた。
- 月曜 - 木曜：蝶野正洋（プロレスラー、2017年1月4日 - 2019年9月26日）
2015年9月まではゲストとして度々出演。2015年10月より水曜ダンディとして隔週出演。2017年1月よりMCに昇格（事実上の長谷川の降板による後任）。
2016年1月21日（木曜）では、当日急遽出演見合わせを発表した苫米地[16]の代打として出演し、結果的に2日間連続出演となった。
レギュラーMC初回のはずであった2017年1月4日（水曜）は、当初より解説の仕事の予定であった『WRESTLE KINGDOM 11 in 東京ドーム』からの移動が間に合わず、番組終了間際に電話出演[17]。
- 金曜：島田洋七（漫才師、2014年7月4日 - 2019年9月27日）
前身番組および2014年6月まではゲストとして度々出演。2014年7月より金曜ダンディとしてレギュラー出演。2015年4月よりMCに昇格。
- 月曜 - 木曜：垣花正（フリーアナウンサー・元ニッポン放送アナウンサー、2019年9月30日 - 2021年3月25日）[18]
- 金曜：宮崎謙介（実業家・元衆議院議員、2019年10月4日 - 2021年3月19日）[18]

#### 番組終了時のアシスタント
- 月曜 - 木曜：マンスリーアシスタント（2023年4月3日 - 2024年9月26日）
  - 2023年

4月・10月：松澤千晶（フリーアナウンサー）
5月：秋元才加（俳優、タレント）
6月・11月：森本智子（元テレビ東京アナウンサー）
7月：増井なぎさ（元読売テレビアナウンサー）
8月：大峰ユリホ（ファッションモデル）
12月：松田ゆう姫（歌手、タレント）
  - 2024年

1月：重盛さと美（タレント）
2月 - 9月：山田邦子（お笑いタレント）
- 金曜：新井麻希（2019年10月4日 - 2024年9月27日）[18]
元TBSアナウンサー。
  - 2023年 金曜マンスリーアシスタント

6月：三原勇希（タレント）
7月：吉川美代子（元TBSアナウンサー）

#### 過去のアシスタント
- 月曜 - 木曜：阿部哲子（2014年4月3日 - 2018年9月27日）
元日本テレビアナウンサー。前身番組でも木曜MCを担当しており、2015年3月まで担当していた。
2015年3月30日のリニューアル後は、火曜 - 木曜のアシスタントになる。2016年10月 - 12月は、事実上木曜はMCを務めていたため、木曜のみアシスタント不在であった。また、前述の蝶野がMC初日となるはずだった2017年1月4日もMCを担当した。
2017年4月からは月曜も担当することになり、月曜から木曜は蝶野がMC・阿部がアシスタントで統一されることになった[19]。
2017年9月25日 - 29日と2018年7月30日 - 8月3日は、関谷が夏休みのため1週間通しで出演した。
2018年8月20日から23日まで、夏休みのため各曜日に代打アシスタントが置かれた。
  - 20日（月）：本田朋子（元フジテレビアナウンサー）
  - 21日（火）：上田まりえ（元日本テレビアナウンサー）
  - 22日（水）：宮瀬茉祐子（元フジテレビアナウンサー）
  - 23日（木）：近藤サト（元フジテレビアナウンサー）
- 月曜 - 木曜：阿部優貴子（2018年10月1日 - 2019年9月26日）
元CBCアナウンサー。
- 月曜 - 木曜：大島由香里（2019年9月30日 - 2023年3月23日）
元フジテレビアナウンサー。
- 金曜：関谷亜矢子（2014年4月4日 - 2019年9月27日）
元日本テレビアナウンサー。前身番組でも金曜MCを担当しており、2015年3月まで担当していた。
2015年3月30日のリニューアル後は、月・金曜のアシスタントになる。
2016年1月18日 - 22日は、阿部が遅い夏休みのため1週間通しで出演した。2016年8月15日 - 19日・2017年7月31日 - 8月4日も、阿部が夏休みのため1週間通しで出演した。
2017年4月からは金曜のみの担当で、前身番組時代同様、週1回出演に戻る。

#### 歴代

##### MC
| 期間       | 期間       | MC           | MC           | MC         | アシスタント           | アシスタント           | アシスタント           | アシスタント |
| 期間       | 期間       | 月 - 水      | 木曜日       | 金曜日     | 月曜日                 | 火曜日・水曜日         | 木曜日                 | 金曜日       |
| ---------- | ---------- | ------------ | ------------ | ---------- | ---------------------- | ---------------------- | ---------------------- | ------------ |
| 2014.04.01 | 2015.03.27 | 長谷川豊     | 阿部哲子     | 関谷亜矢子 | （不在）               | （不在）               | （不在）               | （不在）     |
| 2015.03.30 | 2016.10.04 | 長谷川豊     | 長谷川豊     | 島田洋七   | 関谷亜矢子             | 阿部哲子               | 阿部哲子               | 関谷亜矢子   |
| 2016.10.05 | 2016.12.23 | （週替わり） | 阿部哲子     | 島田洋七   | 関谷亜矢子             | 阿部哲子               | （不在）               | 関谷亜矢子   |
| 2017.01.04 | 2017.03.31 | 蝶野正洋     | 蝶野正洋     | 島田洋七   | 関谷亜矢子             | 阿部哲子               | 阿部哲子               | 関谷亜矢子   |
| 2017.04.03 | 2018.09.28 | 蝶野正洋     | 蝶野正洋     | 島田洋七   | 阿部哲子               | 阿部哲子               | 阿部哲子               | 関谷亜矢子   |
| 2018.10.01 | 2019.09.27 | 蝶野正洋     | 蝶野正洋     | 島田洋七   | 阿部優貴子             | 阿部優貴子             | 阿部優貴子             | 関谷亜矢子   |
| 2019.09.30 | 2021.03.31 | 垣花正       | 垣花正       | 宮崎謙介   | 大島由香里             | 大島由香里             | 大島由香里             | 新井麻希     |
| 2021.04.01 | 2023.03.24 | ふかわりょう | ふかわりょう | 原田龍二   | 大島由香里             | 大島由香里             | 大島由香里             | 新井麻希     |
| 2023.04.03 | 2024.09.27 | ふかわりょう | ふかわりょう | 原田龍二   | マンスリーアシスタント | マンスリーアシスタント | マンスリーアシスタント | 新井麻希     |

### バーディ
前述のとおり、前身番組の出演者が継続して出演する。後述する男性の代打と梅宮アンナを除いて、衣装が統一されていることも踏襲している。前身番組とは異なり、ほぼ全コーナーに登場している。
開始当初は、基本的に司会者の横に着席するようになっている。2015年4月のリニューアル後はダンディ1名とペアで着席している。同年7月13日に月曜 - 水曜にゲスト枠が新設されてからは、月曜 - 木曜のみMC・アシスタントと横並びで立つようになった。金曜のダイアナは立花とペアで着席していたが、同年10月より佐竹がレギュラーとして加わったためダイアナも立つようになり、これで全曜日のバーディが立つようになった。2020年3月を以てバーディーは無くなった。
- 2014年4月 - 6月：黄色を基調とした衣装
- 2014年7月 - 9月：淡い色の花柄の衣装
- 2014年10月 - 2015年3月：濃い目の色の花柄の衣装
- 2015年4月 - 9月：青い衣装
- 2015年10月 - 2016年3月：濃い目のピンクの衣装
- 2016年4月 - 9月：光沢がかった薄めのピンクの衣装
- 2016年10月 - 2018年3月：花柄の衣装を基本とし、色彩などは半年に1回（4月・10月）の割合で変更（梅宮アンナを除く。）
- 2018年4月 - 2019年3月：眼鏡を基本とし、赤色のブレザー衣装に変更。ただし、梅宮アンナのみ白色の衣装
- 2019年4月 - 2020年3月：白のブラウスを基調とした衣装、月曜・金曜除いて眼鏡着用

#### バーディ終了時のメンバー
- 月曜：月替わりバーディ（2018年10月1日 - 2020年3月）
2019年5月 - 2020年3月 大原優乃
月替わり制になってから大原は在任最長記録を更新中である。
2019年12月はドラマのロケのためすべての週を欠席した。
2020年4月 - 2021年3月までは月曜隔週でコメンテーターで出演していた。
- 火曜：森山るり（2019年4月2日 - 2020年3月）
2019年4月より、火曜バーディとして出演。
2020年4月 - 2021年3月までは月曜隔週でコメンテーターで出演していた。
- 水曜：梅宮アンナ（2016年10月3日 - 2019年9月）
2016年10月まではゲストとして月曜を中心に度々出演。番組唯一のレジェンドバーディ。他のバーディとは違い私服での出演となる。2018年4月より水曜バーディとして出演。
梅宮降板後はバーディは置かなかった。
- 木曜：橋本マナミ（2014年4月3日 - 2020年3月）
前身番組では木曜バーディとして2013年10月より出演。
2015年7月16日放送では、母親が和服姿でスタジオ見学していた。
- 金曜：井上咲楽（2018年10月5日 - ）
レギュラー以前は、2018年5月31日に代打バーディとして、2018年7月20日にゲストとして出演。
2018年10月より、金曜バーディとして出演。
これ以外にも別の曜日でゲストコメンテーターとして出演している。

#### 過去のバーディ
- 水曜：ラフルアー宮澤エマ（現：宮澤エマ）（2014年4月2日 - 4月30日、9月17日）
前身番組では水曜バーディ→火曜バーディとして番組開始時より出演。引き続き、天気予報などで英語を使うことが多い。
2014年5月より、舞台『シスター・アクト〜天使にラブ・ソングを〜』に出演するため一時降板し、事務所の後輩である淡輪が代役を務める。舞台は8月で終了したが、その後も出演がない状態で、同年9月17日に久々に出演すると同時に番組卒業を発表した（それと同時に、淡輪が正式な水曜バーディとして就任）。
- 金曜：サヘル・ローズ（ イラン）（2014年4月4日 - 9月26日）
前身番組では金曜海外ダンディ（一部回ではポール・マレ（ フランス）などと交互にバーディを担当）→金曜バーディとして番組開始時より出演。
- 火曜：小玉ゆうい（2014年4月1日 - 2015年3月24日）
前身番組では水曜バーディとして2013年10月より出演。
- 水曜：淡輪優希（2014年5月7日 - 2015年3月25日）
当初はラフルアー宮澤エマの舞台出演中の代役として、宮澤の所属事務所（プロダクション尾木）の後輩として、2014年5月より数ヶ月限定での出演予定であった。しかし、2014年9月17日に宮澤が復帰したとともにその日付けで卒業を発表したため、2014年9月24日からは正式な水曜バーディとして出演することになった。
出演当時、現役の青山学院大学学生であった。
- 火曜：梅本静香（2015年3月31日 - 2016年3月29日）
阿部哲子が在籍するアワーソングスクリエイティブの後輩。
- 月曜：丸高愛実（2014年4月7日 - 2016年9月26日）
前身番組では月曜バーディとして2013年4月より出演。
降板直後の2016年12月に、サッカー選手の柿谷曜一朗と結婚。偶然にも、木曜の橋本の前任者である佐藤弥生同様にサッカー選手と結ばれた（夫は栗澤僚一）。
- 火曜：宮河マヤ（ オランダ）（レギュラーとしては2016年4月5日 - 2017年3月21日）
レギュラー出演開始前の2015年4月15日（水曜）、10月15日・11月12日・2016年3月3日（木曜）に、祥子および橋本[注釈 8]の休みに伴う代役として出演していた。『5時に夢中!』でも、マリア・テレサ・ガウ（ イギリス）などの代役で黒船特派員を担当したことがある。
2016年4月 - 2017年3月は火曜バーディとしてレギュラー出演していた（通常より1週早い卒業であるが、これは前述の『スタミュ』一挙放送の編成の都合による）。
- 金曜：ダイアナ・エクストラバガンザ（2014年4月4日 - ）
前身番組では金曜ダンディとして2013年10月より出演し、2014年9月まではダンディとして出演していた。2014年10月より、サヘルの降板に伴いバーディとして出演することになった。女装タレントのバーディは番組初であり[注釈 9]、金曜は『5時に夢中!』も女装タレントのミッツ・マングローブが同じくアシスタントの役目をしており、金曜の両番組のアシスタントが女装タレントで統一された。
ダンディとして出演していた2014年9月までは、毎週、海外の女優やアーティスト風のファッション・髪型にするのが恒例となっていた（現在も髪型を毎週変化させており、恒例となっている）。現在はバーディとして出演しているため、他のバーディと同じ統一した衣装で出演しているが、ダイアナのみ半袖かつ特注サイズのものになっている。2018年4月より木曜ダンディとして出演。
- 月曜：小林恵美（レギュラーとしては2017年4月4日 - 2018年9月24日）
2016年以降、代打バーディとして曜日を問わず出演していた。
2017年4月からは、火曜バーディとしてレギュラー出演[19]。2018年4月より月曜バーディとして出演。
- 金曜：祥子（2015年4月1日 - 2018年9月28日）
レギュラー当初は、水曜バーディとしてレギュラー出演。2018年4月より金曜バーディとして出演。
2018年3月まではこの番組に限り、後述する天気予報のセクシー映像も含め、眼鏡姿で出演していた。
- 火曜：立花胡桃（2015年4月3日 - 2019年3月26日）
2015年4月 - 2016年3月は金曜ダンディとして出演。2016年4月 - 2018年3月はより火曜ダンディとして出演。2018年4月より火曜バーディとして出演。
- 月曜：月替わりバーディ（2018年10月1日 - ）
女性バーディが月替わりで出演。
2018年10月：喜多由莉奈
2018年11月：川津明日香
2018年12月：清水綾乃
2019年1月 - 3月：木下彩音
2019年4月：椿原愛

#### 代打バーディ
裏番組出演や別の仕事などの都合上、代打バーディが出演することがある。厳密に言えば前述の淡輪も、ラフルアー宮澤エマの代打であるが、ここには含めない。
- 火曜：櫻井ゆりの（2014年10月21日・28日）
小玉の海外ロケに伴う代役。
- 木曜：田森美咲（2015年11月26日）
橋本の休みに伴う代役。
- 火曜：MALIA.（2016年8月30日）
宮河の休みに伴う代役。
- 木曜：ジョナサン・シガー（ アメリカ合衆国）（2016年9月1日）
橋本の休みに伴う代役。
当時、『5時に夢中!』の木曜黒船特派員を務めており、当日は『5時に夢中!』に続いての出演となった。
（女装タレントではない）男性のバーディは当番組では初めてである。セクシー天気予報についても、男性ではダイアナ、後述の竹山隆範（単発ゲスト）に次ぐ3人目となった。前身番組を含めても、前述のポール・マレ以来のスーツ姿でのバーディであった。
- 金曜：アイクぬわら（ アメリカ合衆国）（2016年9月16日）
ダイアナの休みに伴う代役。なお、天気予報はアイクではなく、当時金曜ダンディである湯山のセクシー映像が使用された。
当時、『5時に夢中!』の隔週水曜黒船特派員を務めている。
- 木曜：立花胡桃（2016年9月22日・2017年9月22日）
シャッフルウィーク期間中のスタジオ内の代打バーディとして出演。当時、火曜ダンディを務めていた。
- 木曜：葉加瀬マイ（2017年4月13日・5月4日）
橋本の休みに伴う代役。
- 月曜：正本レイラ（2019年11月11日・12月2日・12月16日）、杉山弥紀佳（2019年12月9日）
大原の休み（2019年11月はグラビア撮影、12月はドラマの撮影）に伴う代役。

#### 歴代のバーディ
| 期間       | 期間       | 月曜日       | 火曜日     | 水曜日              | 木曜日     | 金曜日                         |
| ---------- | ---------- | ------------ | ---------- | ------------------- | ---------- | ------------------------------ |
| 2014.04.01 | 2014.05.02 | 丸高愛実     | 小玉ゆうい | ラフルアー 宮澤エマ | 橋本マナミ | サヘル・ ローズ                |
| 2014.05.05 | 2014.09.26 | 丸高愛実     | 小玉ゆうい | 淡輪優希            | 橋本マナミ | サヘル・ ローズ                |
| 2014.09.29 | 2015.03.31 | 丸高愛実     | 小玉ゆうい | 淡輪優希            | 橋本マナミ | ダイアナ・ エクストラ バガンザ |
| 2015.04.01 | 2016.04.01 | 丸高愛実     | 梅本静香   | 祥子                | 橋本マナミ | ダイアナ・ エクストラ バガンザ |
| 2016.04.04 | 2016.09.30 | 丸高愛実     | 宮河マヤ   | 祥子                | 橋本マナミ | ダイアナ・ エクストラ バガンザ |
| 2016.10.03 | 2017.03.31 | 梅宮アンナ   | 宮河マヤ   | 祥子                | 橋本マナミ | ダイアナ・ エクストラ バガンザ |
| 2017.04.03 | 2018.03.30 | 梅宮アンナ   | 小林恵美   | 祥子                | 橋本マナミ | ダイアナ・ エクストラ バガンザ |
| 2018.04.02 | 2018.09.28 | 小林恵美     | 立花胡桃   | 梅宮アンナ          | 橋本マナミ | 祥子                           |
| 2018.10.01 | 2019.03.29 | （月替わり） | 立花胡桃   | 梅宮アンナ          | 橋本マナミ | 井上咲楽                       |
| 2019.04.01 | 2019.05.03 | （月替わり） | 森山るり   | （不在）            | 橋本マナミ | 井上咲楽                       |
| 2019.05.06 | 2020.09.30 | 大原優乃     | 森山るり   | （不在）            | 橋本マナミ | 井上咲楽                       |

### ダンディ（コメンテーター）
前述のとおり、前身番組および『5時に夢中!サタデー』のレギュラー出演者が継続して出演する。前身番組同様、「ダンディ」の名の通り大方が男性であり、男性出演者はスーツでの出演が原則であることも踏襲している。
前身番組では、元レギュラーが2013年10月以降に月1回定期的にゲスト出演していた（主に、ゲスト枠のある火曜・水曜）。2015年4月からは木曜・金曜に、2015年7月からは全曜日にゲスト枠が設けられた。この期間に複数回出演したゲストも多く、それらのゲストが2015年10月より新たなダンディとなっている。一方で前身番組の元レギュラーは、現在のところ阿曽山大噴火（前身番組の水曜ダンディ→月1回出演）以外、出演したことはない。

#### 月曜
- 武井壮（超人アスリート、2014年4月1日 - 2024年9月23日）
前身番組では月曜ダンディとして番組開始時より出演。
2014年4月 - 2015年3月は火曜ダンディとして出演。2015年4月に前身番組で当初務めていた月曜に復帰、前任の山路同様に月曜では唯一の男性ダンディである[注釈 13]。
- 苫米地英人（脳機能学者、2014年4月3日 - 2024年9月9日）
前身番組では木曜ダンディとして2013年4月より出演。2018年4月より月曜ダンディとして隔週出演。
- 小山慶一郎（NEWS、2019年10月10日 - 2024年9月16日）
隔週出演[20]

#### 火曜
- ロバート・キャンベル（日本文学者、2022年3月29日 - 2024年9月24日）
- ダイアナ・エクストラバガンザ（女装タレント、2014年4月4日 - 2024年9月24日）
前身番組では金曜ダンディとして2013年10月より出演し、2014年9月までは金曜ダンディとして出演していた。2014年10月から2018年3月までは、サヘルの降板に伴いバーディとして出演。2018年4月より木曜ダンディとして出演。
- 金子恵美（元衆議院議員、2020年1月8日 - 2024年9月17日）
2019年12月まではゲストとして度々出演。
- 中島健太（画家、2022年10月4日 - 2024年9月17日）
2022年9月まではゲストとして度々出演。

#### 水曜
水曜は『5時に夢中!サタデー』のレギュラーがそのまま移行しており、スポンサーがないことも共通しているため、引き続き「学級放送」とも言われている。また、「バラいろジャッジ」への参加を広く視聴者に呼びかけており、5,000票を超えると、翌週はオープニングで酒を飲みながらトークできるというルールまで設けられていた（2014年5月28日放送での室井の提案が、流れでそのまま現実のものとなった）。
前述のとおり、最初に10,000票を超えた際にはシャンパンタワーと写真撮影が行われている。2015年1月7日放送では、2度目の10,000票超えを達成したときにやりたい企画をダンディ3人それぞれが提案し、視聴者投票により、室井の提案である「こたつに入って番組をやる」に決定した（仮に10,000票越えが夏になった場合でも行われるとされている）。しかし、2015年4月の番組リニューアルを機にあまり意識されなくなり、10,000票越えでアシスタントの阿部も飲酒するというルールに変わっている（2015年4月からは、ダンディに加え、バーディの祥子も飲酒している）。実際に、2度目の10,000票超え記念である同年6月3日は阿部が飲酒していた（当初の「こたつでやる」は実施されなかった）。
しかしこの2度目の10,000票越えで予算を多く使ってしまったため、以後は原則「あらかじめ指定した回答単独で5,000票を超えること」が条件になってしまった。特に2015年6月17日放送では、神戸連続児童殺傷事件の加害者の著書『絶歌』を「読みたい」「読みたくない」「すでに読んだ」の3択で、全体票数は10,000票を超えていたものの、指定した「読みたい」単独で5,000票を超えなかったため翌週の飲酒なしになってしまった。現在は、4人のダンディに同じ質問をして、その結果を踏まえて協議の上、5,000票を超えそうな選択肢を選ぶようになっている。
2016年4月から2018年3月までは毎週オープニングで酒を飲みながらトークすることができるようになった。「バラいろジャッジ」に関しては、総投票数が10,000票以上になった場合のみ「豪華おつまみ」をレギュラーに提供でき、視聴者プレゼントもつくというルールになっていた。
- 杉村太蔵（元衆議院議員、2021年4月5日 - 2024年9月25日）
これまでは不定期で出演していた。2022年4月より水曜隔週に出演。杉村とはゲストがコンビを組む。
- 遠野なぎこ（女優、2015年10月5日 - 2024年9月18日）
2015年9月まではゲストとして度々出演。2015年10月より月曜ダンディとして隔週出演。2017年4月より、隔週扱いから毎週のレギュラー出演[19]。2018年4月より水曜ダンディとしてレギュラー出演。2021年から月曜に復帰。
- 橋本マナミ（タレント、2014年4月3日 - 2024年9月18日）
前身番組から木曜バーディとして出演してきたが、2021年4月からは火曜ダンディとして出演する。第2子妊娠に伴う産休入りの為、2024年6月12日の出演を最後に休演していたが、同年8月7日より復帰。

#### 木曜
木曜に関しては、前身番組開始時からのメンバーで継承している。前身番組では全曜日が「ダンディ」の名のとおり男性のみの構成であったが、今では木曜が唯一となっている。前身番組であった以下のようなお約束が当番組でも健在であり、新たなお約束もできている。しかし、後述する今井の体調不良を境に行われなくなっていた。
- 梅沢や今井の話が変な方向にエスカレートすると、阿部が強制的に次の話題やCMに切り替えようとする
- 苫米地が普通に話していることが今井には自慢話に聞こえる
- 阿部が苫米地に下ネタなど（苫米地にとっての）専門外の話でコメントを求めようとすると、梅沢が「（苫米地）先生に振るなよ」と注意する
- 「○○というニュースをお伝えしましたが、△△（○○と語感が似ている言葉）に関するニュースも入っています」と言って、下ネタ記事が紹介される（前身番組ではここでザ・サン（ イギリス）の下ネタ記事になるのがお約束だったが、当番組では海外の新聞を基本的に扱わないので、日本の下ネタ記事になる）
- 主に下ネタ記事で、そのシチュエーションを分かりやすく説明するため、無駄にクオリティの高いCGを制作している（木曜以外でもCGが制作されることがある）。これに対し梅沢や今井が「予算の無駄」「こんなことに金を使うな」などと注意する。（当番組からのお約束）
- 天気予報の背景画面で橋本のセクシーな映像が流れるが、梅沢が期待している部分が天気予報の文字やマーク・関東地方の地形でうまい具合に隠れていることが多く、梅沢が「さいたま邪魔」「宇都宮の天気なんていらねえだろ」[注釈 17]などと突っ込む。また、期待している部分があまりにも隠れていたり、同じ部位ばかりを映していると、宮崎ディレクターをとがめる発言をする（当番組からのお約束）。後に、このセクシー路線の天気予報は、2015年4月以降全曜日（ダイアナがバーディの金曜を含む）で行われるようになった。
- 苫米地が学会出席、梅沢が舞台出演や裏番組（前身番組開始以前より不定期レギュラーだった『秘密のケンミンSHOW』（日本テレビ）や、『プレバト!!』（MBSテレビ）の特番時など）、橋本が別仕事や裏番組（『和風総本家』（テレビ大阪）のゲスト解答者など）のため番組に不在である際には番組終盤にメールが届くことがある。梅沢は特に頻度が高い。（当番組からのお約束）
- 2015年より浮気、不倫、下ネタに関するニュースの際に、梅沢のヒット曲『夢芝居』をBGMとして使用してVTRが終わると「唯一のヒット曲を使うな」と咎めたり、阿部が梅沢に対し前述のニュースについてコメントを求める際「ブラジャー専門家」、「エロジジイ日本代表」、「変態界の巨匠」と梅沢を怒らせるような呼び方で呼ぶことがある。（当番組からのお約束）
- 下ネタに関するリサーチを巣鴨のお年寄りに聞くなどして梅沢が咎める発言をするようになる。（当番組からのお約束）
- 橋本が季節によって中継先からリポートをして現地にいる一般人にインタビューをするが必ず中継先から梅沢の家族が登場する。（当番組からのお約束）
- 不定期で苫米地の美人女性マネージャーがスタジオに見学に来ることがあり来ていると梅沢がCMに入る前にマネージャーを呼ぶことがある。（当番組からのお約束）
- 前園真聖（隔週出演）（元サッカー選手、2016年4月14日 - 2024年9月19日）
2016年3月まではゲストとして木曜を中心に度々出演。2016年4月より木曜ダンディとして隔週出演。2018年4月より金曜ダンディとして出演。
- 金村義明（元プロ野球選手、2015年10月8日 - 2024年9月19日）
2015年9月まではゲストとして木曜を中心に度々出演。2015年10月より木曜ダンディとして出演。2018年4月より金曜ダンディとして出演。
- 安東弘樹（フリーアナウンサー（元TBSテレビアナウンサー）、2018年10月2日 - 2024年9月26日）
2018年5月1日（火曜）に、ゲストとして出演。以後、月曜や火曜に度々ゲスト出演。2018年8月8日、夏休みの蝶野の代打MCとして出演。2018年10月より、火曜ダンディとして出演。
- ナジャ・グランディーバ（女装タレント、2016年4月7日 - 2024年9月26日）
2016年3月まではゲストとして木曜を中心に度々出演。2016年4月より木曜ダンディとして毎月1回出演。月1回の出演ではあるがレギュラーダンディの不在時にも多く出演しており、実質的には前園同様に隔週出演同様である。2017年4月からは、正式に月1レギュラーから隔週出演の扱いとなる[19]。2018年4月より毎週出演となった。
- 小宮山雄飛（ホフディラン、2023年4月6日 - 2024年9月26日）

#### 金曜
金曜に関しては、前身番組終了時のメンバーを継承している。前身番組同様、金曜は映画の話題を中心とした構成になっている。2014年4月 - 6月は水道橋・ダイアナが毎週出演、園・高橋が不定期出演のダンディであったが、7月からは島田洋七の加入により、他の曜日同様、3人のダンディが毎週出演するようになった。2015年4月からは、その島田洋七がMCに昇格するため、金曜のみレギュラー出演のダンディは2人になり、もう1名はゲスト枠となる（後に木曜もこの体制になる）。また島田はMC初回収録前に新幹線で桂文珍と間違えられたことからオープニングの際「桂文珍です」と笑いをとるようになりその後も「田中康夫です」「わたしはだれでしょう？」「ビートきよしです」などと笑いをとることがあるほか「米倉涼子です」「片岡愛之助です」などと流行りの人物の名前も取り入れるようになる。その他にも各種人物の名前を取り入れておりその人物に関するエピソードを語ることも多い。
- 宇多丸（RHYMESTER、2014年4月2日 - 2024年9月27日）
元『5時に夢中!サタデー』レギュラーコメンテーター。2018年4月より金曜ダンディとして出演。2020年10月からは隔週で出演。なお2023年9月15日までは、当番組に出演する週は自身がTBSラジオでパーソナリティを務める『アフター6ジャンクション』の出演を19時台後半で切り上げ、TBS（リモート出演の場合は所属事務所のスタープレイヤーズ）からTOKYO MXに直接移動して出演していた。本来出演する日だった2023年9月29日は、『アフター6ジャンクション』としての最終放送日[注釈 18]であったことから全編にわたり出演したため、当番組休演。また、2024年2月16日はRHYMESTERのライブツアーとして日本武道館での東京公演を行っていたため休演。
- 玉袋筋太郎（浅草キッド、2014年4月2日 - 2024年9月27日）
元『5時に夢中!サタデー』レギュラーコメンテーター。2018年4月より火曜ダンディとして出演。2020年10月より金曜ダンディとして出演。
- デーブ・スペクター（タレント、2017年4月7日 - 2024年9月20日）
2017年3月までは、金曜を中心に月2回程度はゲスト出演していた。2017年4月より、正式に金曜ダンディとして、月2回出演となる[19]。

#### 過去のダンディ
元ダンディでMCに昇格した島田と蝶野、バーディに役割変更したダイアナはここには含めない。
- ダイアモンド☆ユカイ（月曜）（ミュージシャン、2014年4月7日 - 9月22日）
前身番組では火曜ダンディ→月曜ダンディとして番組開始時より出演。最後の出演であった9月22日放送では『みんなのうた』（NHK）で披露している「ムクロジの木」を披露した。
月曜ダンディ降板後も、2016年3月15日（火曜）にゲストダンディとして出演。
- ゴルゴ松本（火曜）（TIM、2014年4月1日 - 9月23日）
前身番組では火曜ダンディ→水曜ダンディとして2013年7月より出演。
2014年6月より数ヶ月は、毎週異なるかつらをつけて登場するのがお約束になっていた。最後の出演の直前（9月16日）放送で、縄で縛られる技を紹介した[注釈 19]、緊縛師の有末剛が、最後の出演である9月23日に花束を渡しにスタジオアルタに生出演し、ゴルゴは縛られた状態でエンディングを迎えた。
- 山路徹（月曜）（ジャーナリスト、2014年4月7日 - 2015年3月23日）
前身番組では火曜ダンディとして2013年10月より出演。
2014年10月以降、月曜ダンディでは唯一の男性となった。そのため、海外取材などで欠席し、山路の代理ゲストが女性になると、ダンディ全員が女性になる（実際に、2014年10月13日放送で山路が欠席し、遠野なぎこがゲストダンディとして出演したため、3人全員女性となった）。
- 今井雅之（木曜）（俳優・演出家、2014年4月3日 - 2015年5月7日）
前身番組では木曜ダンディとして番組開始時より出演。
体調不良（後にそれが大腸癌であることを公表）のため、2014年11月13日・20日と連続して欠席し、いずれも急遽ゲストダンディ1名を立てていた（13日はデーブ・スペクター、20日は江原啓之）。以後も体調が悪い中、舞台出演日などを除きレギュラー出演を続けていたが、2015年4月30日に主演舞台降板を発表し、その会見直後に当番組にも出演。2015年秋の映画撮影を目標として当面は静養するとした[21]。翌週5月7日にも出演したが、冒頭で「治療に専念させてください」として、当面の間番組出演を見合わせることを発表した[22]。
2015年5月28日（当初の復帰予定日[23]。ただこの2日前の26日に体調不良を理由にこの日の復帰を延期・代役ゲストとしてきたろうが出演することは発表されていた[24]）に急逝し、結果的に休演を宣言した2015年5月7日の放送が最後となった。逝去当日の本番組は通常の特集枠を休止し、番組冒頭18分間を追悼特集に充てた。当初ゲスト出演予定だったきたろうは「今夜も寝れま10!!」より合流（冒頭では空席になっていた今井の席に座る）。当日の「今夜も寝れま10!!」は今井への追悼として、通常3位で行われる苫米地セレクトの記事以外（実際には時間切れで放送されなかった2位,1位を含む）については、全て下ネタ絡みの記事となった。全員が喪章をつけ、喪服姿で出演した（衣装が決まっているバーディの橋本と、ゲストのきたろうは除く）。
- 中島知子（元オセロ、2014年4月1日 - 2016年3月29日）
前身番組では水曜ダンディとして2013年10月より出演。
ゴルゴの影響か、2014年7月より中島も何かしらの変装・コスプレをして登場するのがお約束になっており、後に和服での出演で固定するようになった（本人曰く、香西かおり風）。
- 佐竹雅昭（元格闘家・サブカルチャー評論家、2015年10月2日 - 2018年3月30日）
2015年9月まではゲストとして度々出演。2015年10月より金曜ダンディとして出演。
- 板東英二（タレント、2014年9月30日 - 2018年9月25日 ）
2014年6月26日（木曜）に、ゲストダンディ（梅沢の代役）として出演。2014年10月より火曜ダンディとしてレギュラー出演。2015年4月からは、武井が異動したため、火曜では唯一レギュラーで出演をしている男性ダンディである。
- カルーセル麻紀（ニューハーフタレント、2014年9月29日 - 2018年9月27日）
2014年5月22日（木曜）に、ゲストダンディ（梅沢の代役）として出演。2014年10月より月曜ダンディとしてレギュラー出演。2018年4月より木曜ダンディとしてレギュラー出演。
- 室井佑月(水曜)（小説家、2014年4月2日 - ）
前身番組では水曜ダンディとして2013年10月より出演。
- 湯山玲子(水曜)（作家、2014年10月3日 - 2019年12月18日）
2014年9月まではゲストとして度々出演。2014年10月より金曜ダンディとしてレギュラー出演。2015年4月 - 2016年3月は火曜ダンディ。2016年4月からは再度金曜ダンディに戻る。2018年4月より水曜ダンディとして出演。
- 内山信二(火曜)（タレント、2016年7月12日 - 2023年3月21日）
2016年6月まではゲストとして火曜を中心に度々出演。2016年7月12日より火曜ダンディとして隔週出演。なお同年7月5日は、番組初登場ゲストとして、かつて板東と『日立 世界・ふしぎ発見!』（TBSテレビ）で共演していた野々村真が出演したため、翌週12日がレギュラー初登場となった。2017年4月より、隔週扱いから毎週のレギュラー出演[19]。
- 梅沢富美男(月曜)（俳優・歌手、2014年4月3日 - 2024年4月29日）
前身番組では木曜ダンディとして番組開始時より出演し、2022年4月からは月曜ダンディとして出演。正式な降板アナウンス等はないものの、2024年5月以降は一度も出演しておらず、番組サイトの出演者欄からも名前が削除されている。

#### 歴代ダンディ
| 期間                   | 月曜日 | 月曜日     | 月曜日               | 月曜日                            | 火曜日     | 火曜日                       | 火曜日   | 火曜日               | 火曜日                          | 火曜日     | 水曜日     | 水曜日     | 水曜日   | 水曜日                          | 木曜日     | 木曜日             | 木曜日           | 木曜日                                                                       | 木曜日                       | 金曜日     | 金曜日   | 金曜日   | 金曜日                         | 金曜日                           | 金曜日                                             |
| ---------------------- | ------ | ---------- | -------------------- | --------------------------------- | ---------- | ---------------------------- | -------- | -------------------- | ------------------------------- | ---------- | ---------- | ---------- | -------- | ------------------------------- | ---------- | ------------------ | ---------------- | ---------------------------------------------------------------------------- | ---------------------------- | ---------- | -------- | -------- | ------------------------------ | -------------------------------- | -------------------------------------------------- |
| 2014年 4月 - 6月       | 山路徹 | 倉田真由美 | ダイアモンド ☆ユカイ | -                                 | ゴルゴ松本 | 武井壮                       | -        | 中島知子             | -                               | -          | 玉袋筋太郎 | 宇多丸     | 室井佑月 | -                               | 梅沢富美男 | 苫米地英人         | 今井雅之         | -                                                                            | -                            | 水道橋博士 | -        | -        | ダイアナ・ エクストラ バガンザ | 園子温 高橋ヨシキ （不定期出演） | -                                                  |
| 2014年 7月 - 9月       | 山路徹 | 倉田真由美 | ダイアモンド ☆ユカイ | -                                 | ゴルゴ松本 | 武井壮                       | -        | 中島知子             | -                               | -          | 玉袋筋太郎 | 宇多丸     | 室井佑月 | -                               | 梅沢富美男 | 苫米地英人         | 今井雅之         | -                                                                            | -                            | 水道橋博士 | -        | -        | ダイアナ・ エクストラ バガンザ | 島田洋七                         | -                                                  |
| 2014年10月 - 2015年3月 | 山路徹 | 倉田真由美 | カルーセル 麻紀      | -                                 | 板東英二   | 武井壮                       | -        | 中島知子             | -                               | -          | 玉袋筋太郎 | 宇多丸     | 室井佑月 | -                               | 梅沢富美男 | 苫米地英人         | 今井雅之         | -                                                                            | -                            | 水道橋博士 | -        | -        | 湯山玲子                       | 島田洋七                         | -                                                  |
| 2015年4月              | 武井壮 | 倉田真由美 | カルーセル 麻紀      | -                                 | 板東英二   | 湯山玲子                     | -        | 中島知子             | -                               | -          | 玉袋筋太郎 | 宇多丸     | 室井佑月 | -                               | 梅沢富美男 | 苫米地英人         | 今井雅之         | -                                                                            | -                            | 水道橋博士 | -        | -        | 立花胡桃                       | -                                | ゲスト                                             |
| 2015年5月 - 7月        | 武井壮 | 倉田真由美 | カルーセル 麻紀      | -                                 | 板東英二   | 湯山玲子                     | -        | 中島知子             | -                               | -          | 玉袋筋太郎 | 宇多丸     | 室井佑月 | -                               | 梅沢富美男 | 苫米地英人         | ゲスト           | -                                                                            | -                            | 水道橋博士 | -        | -        | 立花胡桃                       | -                                | ゲスト                                             |
| 2015年7月 - 9月        | 武井壮 | 倉田真由美 | カルーセル 麻紀      | ゲスト                            | 板東英二   | 湯山玲子                     | -        | 中島知子             | ゲスト                          | -          | 玉袋筋太郎 | 宇多丸     | 室井佑月 | ゲスト                          | 梅沢富美男 | 苫米地英人         | ゲスト （1人目） | ゲスト （2人目）                                                             | -                            | 水道橋博士 | -        | -        | 立花胡桃                       | -                                | ゲスト                                             |
| 2015年10月 - 2016年3月 | 武井壮 | 倉田真由美 | カルーセル 麻紀      | 遠野なぎこ（隔週） ゲスト（隔週） | 板東英二   | 湯山玲子                     | -        | 中島知子             | 勝間和代（隔週） ゲスト（隔週） | -          | 玉袋筋太郎 | 宇多丸     | 室井佑月 | 蝶野正洋（隔週） ゲスト（隔週） | 梅沢富美男 | 苫米地英人         | 金村義明         | ゲスト                                                                       | -                            | 水道橋博士 | -        | -        | 立花胡桃                       | 佐竹雅昭                         | ゲスト                                             |
| 2016年4月 - 6月        | 武井壮 | 倉田真由美 | カルーセル 麻紀      | 遠野なぎこ（隔週） ゲスト（隔週） | 板東英二   | 立花胡桃                     | -        | 勝間和代             | ゲスト                          | -          | 玉袋筋太郎 | 宇多丸     | 室井佑月 | 蝶野正洋（隔週） ゲスト（隔週） | 梅沢富美男 | 苫米地英人         | 金村義明         | 前園真聖（隔週） ナジャ・ グランディーバ（月1） ゲスト（前園・ナジャ不在時） | -                            | 水道橋博士 | -        | -        | 湯山玲子                       | 佐竹雅昭                         | ゲスト                                             |
| 2016年7月 - 12月       | 武井壮 | 倉田真由美 | カルーセル 麻紀      | 遠野なぎこ（隔週） ゲスト（隔週） | 板東英二   | 立花胡桃                     | -        | 勝間和代             | 内山信二（隔週） ゲスト（隔週） | -          | 玉袋筋太郎 | 宇多丸     | 室井佑月 | 蝶野正洋（隔週） ゲスト（隔週） | 梅沢富美男 | 苫米地英人         | 金村義明         | 前園真聖（隔週） ナジャ・ グランディーバ（月1） ゲスト（前園・ナジャ不在時） | -                            | 水道橋博士 | -        | -        | 湯山玲子                       | 佐竹雅昭                         | ゲスト                                             |
| 2017年1月 - 3月        | 武井壮 | 倉田真由美 | カルーセル 麻紀      | 遠野なぎこ（隔週） ゲスト（隔週） | 板東英二   | 立花胡桃                     | -        | 勝間和代             | 内山信二（隔週） ゲスト（隔週） | -          | 玉袋筋太郎 | 宇多丸     | 室井佑月 | ゲスト                          | 梅沢富美男 | 苫米地英人         | 金村義明         | 前園真聖（隔週） ナジャ・ グランディーバ（月1） ゲスト（前園・ナジャ不在時） | -                            | 水道橋博士 | -        | -        | 湯山玲子                       | 佐竹雅昭                         | ゲスト                                             |
| 2017年4月 - 2018年3月  | 武井壮 | 倉田真由美 | カルーセル 麻紀      | 遠野なぎこ                        | 板東英二   | 立花胡桃                     | -        | 勝間和代             | 内山信二                        | -          | 玉袋筋太郎 | 宇多丸     | 室井佑月 | ゲスト                          | 梅沢富美男 | 苫米地英人         | 金村義明         | 前園真聖（隔週） ナジャ・ グランディーバ（隔週）                             | -                            | 水道橋博士 | -        | -        | 湯山玲子                       | 佐竹雅昭                         | デーブ・スペクター（月2） ゲスト（デーブ未出演日） |
| 2018年4月 - 9月        | 武井壮 | 倉田真由美 | -                    | 遠野なぎこ                        | 板東英二   | 立花胡桃                     | -        | 勝間和代             | 内山信二                        | 玉袋筋太郎 | 湯山玲子   | 遠野なぎこ | 室井佑月 | ゲスト                          | 梅沢富美男 | 苫米地英人         | カルーセル麻紀   | ナジャ・グランディーバ                                                       | ダイアナ・エクストラバガンザ | 水道橋博士 | 金村義明 | 前園真聖 | 湯山玲子                       | 宇多丸                           | デーブ・スペクター（月2） ゲスト（デーブ未出演日） |
| 2018年10月 - 2019年3月 | 武井壮 | 苫米地英人 | -                    | 遠野なぎこ                        | -          | 立花胡桃                     | 安東弘樹 | 勝間和代             | 内山信二                        | 玉袋筋太郎 | 湯山玲子   | 遠野なぎこ | 室井佑月 | ゲスト                          | 梅沢富美男 | -                  | -                | ナジャ・グランディーバ                                                       | ダイアナ・エクストラバガンザ | 水道橋博士 | 金村義明 | 前園真聖 | 湯山玲子                       | 宇多丸                           | デーブ・スペクター（月2） ゲスト（デーブ未出演日） |
| 2019年4月 12月         | 武井壮 | 苫米地英人 | -                    | 遠野なぎこ                        | -          | -                            | 安東弘樹 | -                    | 内山信二                        | 玉袋筋太郎 | 湯山玲子   | 遠野なぎこ | 室井佑月 | ゲスト                          | 梅沢富美男 | 小山慶一郎（隔週） | -                | ナジャ・グランディーバ                                                       | ダイアナ・エクストラバガンザ | 水道橋博士 | 金村義明 | 前園真聖 | 湯山玲子                       | 宇多丸                           | デーブ・スペクター（月2） ゲスト（デーブ未出演日） |
| 2020年1月 - 9月        | 武井壮 | 苫米地英人 | -                    | -                                 | 金子恵美   | -                            | 安東弘樹 | -                    | 内山信二                        | 玉袋筋太郎 | -          | 遠野なぎこ | 室井佑月 | ゲスト                          | 梅沢富美男 | 小山慶一郎（隔週） | -                | ナジャ・グランディーバ                                                       | ダイアナ・エクストラバガンザ | 水道橋博士 | 金村義明 | 前園真聖 | -                              | 宇多丸                           | デーブ・スペクター（月2） ゲスト（デーブ未出演日） |
| 2020年10月 - 2021年3月 | 武井壮 | 苫米地英人 | -                    | -                                 | 金子恵美   | -                            | 安東弘樹 | -                    | 内山信二                        | -          | -          | 遠野なぎこ | 室井佑月 | ゲスト                          | 梅沢富美男 | 小山慶一郎（隔週） | -                | ナジャ・グランディーバ                                                       | ダイアナ・エクストラバガンザ | 水道橋博士 | 金村義明 | 前園真聖 | 玉袋筋太郎                     | 宇多丸                           | デーブ・スペクター（月2） ゲスト（デーブ未出演日） |
| 2021年4月 - 2022年3月  | 武井壮 | 苫米地英人 | -                    | 遠野なぎこ                        | 金子恵美   | -                            | 安東弘樹 | 橋本マナミ           | 内山信二                        | -          | -          | -          | 室井佑月 | ゲスト                          | 梅沢富美男 | 小山慶一郎（隔週） | -                | ナジャ・グランディーバ                                                       | ダイアナ・エクストラバガンザ | -          | 金村義明 | 前園真聖 | 玉袋筋太郎                     | 宇多丸                           | デーブ・スペクター（月2） ゲスト（デーブ未出演日） |
| 2022年4月 - 9月        | 武井壮 | 苫米地英人 | 小山慶一郎           | 梅沢富美男                        | 金子恵美   | ダイアナ・エクストラバガンザ | 安東弘樹 | ロバート・キャンベル | 内山信二                        | -          | 橋本マナミ | 遠野なぎこ | 杉村太蔵 | ゲスト                          | 前園真聖   | 安東弘樹           | 金村義明         | ナジャ・グランディーバ                                                       | -                            | -          | -        | -        | 玉袋筋太郎                     | 宇多丸                           | デーブ・スペクター（月2） ゲスト（デーブ未出演日） |
| 2022年10月 - 2023年3月 | 武井壮 | 苫米地英人 | 小山慶一郎           | 梅沢富美男                        | 金子恵美   | ダイアナ・エクストラバガンザ | 中島健太 | ロバート・キャンベル | 内山信二                        | -          | 橋本マナミ | 遠野なぎこ | 杉村太蔵 | ゲスト                          | 前園真聖   | 安東弘樹           | 金村義明         | ナジャ・グランディーバ                                                       | -                            | -          | -        | -        | 玉袋筋太郎                     | 宇多丸                           | デーブ・スペクター（月2） ゲスト（デーブ未出演日） |
| 2023年4月 - 2024年4月  | 武井壮 | 苫米地英人 | 小山慶一郎           | 梅沢富美男                        | 金子恵美   | ダイアナ・エクストラバガンザ | 中島健太 | ロバート・キャンベル | -                               | -          | 橋本マナミ | 遠野なぎこ | 杉村太蔵 | ゲスト                          | 前園真聖   | 安東弘樹           | 金村義明         | ナジャ・グランディーバ                                                       | 小宮山雄飛                   | -          | -        | -        | 玉袋筋太郎                     | 宇多丸                           | デーブ・スペクター（月2） ゲスト（デーブ未出演日） |
| 2024年5月 - 9月        | 武井壮 | 苫米地英人 | 小山慶一郎           | ゲスト                            | 金子恵美   | ダイアナ・エクストラバガンザ | 中島健太 | ロバート・キャンベル | -                               | -          | 橋本マナミ | 遠野なぎこ | 杉村太蔵 | ゲスト                          | 前園真聖   | 安東弘樹           | 金村義明         | ナジャ・グランディーバ                                                       | 小宮山雄飛                   | -          | -        | -        | 玉袋筋太郎                     | 宇多丸                           | デーブ・スペクター（月2） ゲスト（デーブ未出演日） |

### その他出演者

#### お天気キャスター
- 雨ヶ崎笑虹（あまがさき えこ、バーチャルYouTuber、2019年4月5日 - ）※週1回出演 - 毎週金曜日のお天気キャスターを務める[25]。予報が晴れでも、黄色いフードつきレインコートを着て、ピカピカの長靴を履いている。雨や下り坂の予報では傘を持っている時がある。暗記と勉強が得意。

下記2コーナーは2015年3月で終了したため、今後は下記出演者は不定期出演になる予定。

#### バラいろスポットライト
- 渡邊智昭（日刊大衆副編集長） - 日刊大衆の記事が取り上げられた際、電話出演（「バラいろ THE MOVIE」がある金曜を除く）。ただし、「今夜は寝れま10!」になって以降は日刊大衆の記事が使用されなくなったため、出演していない。

#### バラいろ THE MOVIE
下記の2人は、前身番組から引き続き、2014年4月 - 6月は不定期出演の「ダンディ」として出演していた。2014年7月に島田洋七がダンディになったことで、「ダンディ」→「バラいろ THE MOVIEコーナーのコメンテーター」の扱いとなった。2015年4月以降の「バラいろ THE MOVIE」は金曜特集枠での不定期放送となったが、金曜ダンディにゲスト枠が設けられたため、出演の際にはゲスト枠の「ダンディ」としての出演となる。
- 園子温（映画監督、2014年6月20日 - ） ※不定期出演
前身番組では金曜ダンディとして2013年7月より不定期出演。当番組にリニューアル後は、新作映画制作のため出演できずにいたが、約2ヶ月半後の6月20日に初出演を果たした。結果的に、ゲストダンディ枠導入以前に当番組で「ダンディ」として出演したのはこの1回限りであった。
- 高橋ヨシキ（映画評論家、2014年4月4日 - ） ※不定期出演
前身番組では金曜のコーナーレギュラーとして番組開始時より、ダンディとしては2013年10月より不定期出演。

#### リポーター
- 井上咲楽（2020年4月 - ） ※不定期出演。以前は金曜バディを担当していた。

## 主なコーナー

### 毎日
※以下、伸縮型のメニューとして掲載する。右にある[表示]をクリックすると一覧表示される。

### 日替わりコーナー
2016年3月までは各曜日で「特集」コーナーが編成されていた。その後、しばらくは曜日コーナーが一部を除きなくなっていたが、2017年2月より曜日コーナーが復活した。

※以下、伸縮型のメニューとして掲載する。右にある[表示]をクリックすると一覧表示される。

### 終了したコーナー
※以下、伸縮型のメニューとして掲載する。右にある[表示]をクリックすると一覧表示される。

## タイムテーブル
下記は概ねのもので、状況により前後することがある。下記は2015年4月現在のもの。
| 時間          | 月曜日 | 火曜日 | 水曜日 | 木曜日 | 金曜日 |
| ------------- | --- | --- | --- | --- | --- |
| 21:00 - 21:01 | オープニング | オープニング | オープニング | オープニング | オープニング |
| 21:01 - 21:04 | バラいろジャッジのテーマ発表 | バラいろジャッジのテーマ発表 | バラいろジャッジのテーマ発表 | バラいろジャッジのテーマ発表 | バラいろジャッジのテーマ発表 |
| 21:05 - 21:25 | 今夜は寝れ9!!（前半） | 今夜は寝れ9!!（前半） | 今夜は寝れ9!!（前半） | 今夜は寝れ9!!（前半） | 今夜は寝れ9!!（前半） |
| 21:25頃       | バラいろジャッジの途中経過発表 | バラいろジャッジの途中経過発表 | バラいろジャッジの途中経過発表 | バラいろジャッジの途中経過発表 | バラいろジャッジの途中経過発表 |
| 21:25 - 21:35 | クイズ!突撃!ヤングマン | 勝間和代のバラいろ経済辞典 | バラいろ美酒乱（通常） 水曜バラいろショー（月1回）                                                                                                | 言わせろ!ダンディ（通常） 今週のHENTAI出没注意報（不定期）                                                                                        | そのオススメ、凶暴につき |
| 21:35 - 21:47 | 今夜は寝れ9!!（後半） | 今夜は寝れ9!!（後半） | 今夜は寝れ9!!（後半） | 今夜は寝れ9!!（後半） | 今夜は寝れ9!!（後半） |
| 21:47 - 21:48 | バラいろジャッジの最終結果発表 | バラいろジャッジの最終結果発表 | バラいろジャッジの最終結果発表 | バラいろジャッジの最終結果発表 | バラいろジャッジの最終結果発表 |
| 21:48 - 21:49 | バラいろ天気予報 | バラいろ天気予報 | バラいろ天気予報 | バラいろ天気予報 | バラいろ天気予報 |
| 21:49 - 21:51 | バラいろジャッジ以外の視聴者からのメッセージ エンディングトーク（実質的にはここで番組終了、かつてネットしていたひかりTVもここまでの放送となる。） | バラいろジャッジ以外の視聴者からのメッセージ エンディングトーク（実質的にはここで番組終了、かつてネットしていたひかりTVもここまでの放送となる。） | バラいろジャッジ以外の視聴者からのメッセージ エンディングトーク（実質的にはここで番組終了、かつてネットしていたひかりTVもここまでの放送となる。） | バラいろジャッジ以外の視聴者からのメッセージ エンディングトーク（実質的にはここで番組終了、かつてネットしていたひかりTVもここまでの放送となる。） | バラいろジャッジ以外の視聴者からのメッセージ エンディングトーク（実質的にはここで番組終了、かつてネットしていたひかりTVもここまでの放送となる。） |
| 21:51 - 21:54 | テレビショッピング | テレビショッピング | テレビショッピング | テレビショッピング | テレビショッピング |

## 放送局と放送時間
| 放送対象地域 | 放送局                                           | 系列   | 放送日時                | 備考 |
| ------------ | ------------------------------------------------ | ------ | ----------------------- | --- |
| 東京都       | 東京メトロポリタンテレビジョン (TOKYO MX) 製作局 | 独立協 | 月 - 金曜 21:00 - 21:54 | エムキャス配信対象 2017年9月までは月 - 金曜 21:00 - 21:55だった（その後もしばらくは水曜のみ21:55までだった）。 2020年10月から2021年3月まで、祝日は放送休止していた。 |
| 全国＜終了＞ | ひかりTVチャンネル1                              | IP放送 | 月 - 金曜 21:00 - 21:51 | 2014年4月 - 6月まで放送。＜終了＞ テレビショッピングを除き、同時ネット                                                                                               |

## 主なスタッフ
- 構成：高須浩平、佐々木加奈子、関山智大、芦沢忠助教授、平田喜之、石田ケント、小早川すすむ
- 美術：TACT
- 照明：共立ライティング
- 音響効果：アーツポート企画
- 技術協力： COSMO SPACE
- デスク：長谷川裕子
- AD：齋藤勇太、吉元未空、清水梨華子、谷村佳奈、森田唯斗、堀内沙耶、三浦知子、原 雄真、
- ディレクター（卓D）：月）藤田将平／火）延江 仁／水）岡田祐輔／木）陣川友裕／金）鈴木絢子
- 総合演出：延江 仁
- プロデューサー：丹波忠寛
- 製作著作：TOKYO MX

### 過去の主なスタッフ
- ディレクター：平田悠起、室﨑雄斗、池上護、安永亮介、杉江達也、小林裕香子

- プロデューサー：大川貴史